# Ordo Virtutum
Ordo Virtutum (latino per Ordine delle Virtù) è un dramma morale allegorico, o dramma musicale sacro, di Ildegarda di Bingen, composto intorno al 1151, durante la costruzione e lo spostamento della sua abbazia a Rupertsberg. È il più antico dramma morale da oltre un secolo e l'unico dramma musicale medievale sopravvissuto con un'attribuzione sia per il testo che per la musica.
Una versione breve dell'Ordo Virtutum senza musica appare alla fine di Scivias, il più famoso resoconto di Ildegarda delle sue visioni. È anche inclusa in alcuni manoscritti della Symphonia armoniae celestium revealum ("Sinfonia dell'armonia delle rivelazioni celesti"), un ciclo di oltre 70 canti liturgici. Potrebbe essere stata eseguita dalle suore del convento alla dedicazione della chiesa di San Ruperto nel 1152 o forse prima della messa per la consacrazione delle vergini al convento.

## Trama
Il soggetto dell'opera è tipico di un dramma morale. Non racconta né eventi biblici, né la vita di un santo, né miracoli. Invece, Ordo Virtutum riguarda la lotta per un'anima umana, o Anima, tra le Virtù e il Diavolo.
Il brano può essere diviso in 5 parti come introdotto da Audrey Davidson:
Parte I: Prologo in cui le Virtù vengono presentate ai Patriarchi e ai Profeti che restano meravigliati dalle Virtù.
Parte II: Sei udiscono le lamentele delle anime imprigionate nei corpi. L'Anima (per ora) felice entra e la sua voce contrasta con le anime infelici. L'Anima è troppo ansiosa di saltare la vita e andare direttamente in Paradiso. Quando le Virtù le dicono che deve prima vivere, il Diavolo la seduce e la porta alle cose mondane.
Parte III: Le Virtù si alternano nell'identificarsi e descriversi, mentre il Diavolo occasionalmente interrompe ed esprime opinioni e insulti opposti. Questa è di gran lunga la sezione più lunga e, sebbene priva di dramma o trama, gli elementi musicali di questa sezione la impreziosiscono.
Parte IV: L'Anima ritorna, pentita. Una volta che le Virtù l'hanno accettata di nuovo, si rivoltano contro il Diavolo, che legano. Insieme sconfiggono il Diavolo e poi Dio viene lodato.
Parte V: Una processione di tutti i personaggi.

## Personaggi
- L'anima (voce di donna).
- Le virtù (cantate da 17 voci femminili soliste):
  - Umiltà (Regina delle Virtù)
  - Speranza
  - Castità
  - Innocenza
  - Disprezzo per il mondo
  - Amore Celeste
  - Disciplina? (il nome è barrato nel manoscritto)
  - Modestia
  - Misericordia
  - Vittoria
  - Discrezione
  - Pazienza
  - Conoscenza di Dio
  - Beneficenza
  - Paura di Dio
  - Obbedienza
  - Fede[6]

Queste Virtù erano viste come modelli per le donne dell'abbazia, che provavano piacere nel superare le proprie debolezze e sconfiggere il Diavolo nella propria vita.
- Coro dei Profeti e dei Patriarchi (cantato da un coro maschile)
- Coro delle Anime (cantato da un coro femminile)
- Il Diavolo (voce maschile[7] il Diavolo non canta, urla o grugnisce soltanto: secondo Ildegarda, non può produrre armonia divina).[8]

## Contesto di scrittura
Il significato e l'enfasi dell'Ordo Virtutum nella comunità di Ildegarda di Bingen sono influenzati dalle assegnazioni di ruolo tra le monache. È stato suggerito che l'anima rappresenti Richardis von Stade, la consorella e amica di Ildegarda, che se n'era andata per diventare badessa di un altro convento. Ildegarda fu turbata da questa nomina e cercò di farla revocare, appellandosi persino a papa Eugenio III. Ildegarda non ebbe successo e Richardis se ne andò, solo per morire poco dopo, il 29 ottobre 1151. Altri studiosi propongono un'allusione al fratello di Ildegarda, Bruno. Prima di morire, Richardis disse a suo fratello che voleva tornare da Ildegarda, non diversamente dall'anima pentita e di ritorno dell'Ordo Virtutum.

### Composizione
Ildegarda di Bingen non ricevette alcuna istruzione tradizionale sulla composizione, né imparò a suonare uno strumento. Era autodidatta, ma non nel senso che ci si potrebbe aspettare. Per tutta la sua vita, Ildegarda di Bingen affermò di essere sia chiaroveggente che chiarudiente. Per lei la musica era una cosa naturale. Tentò anche di descrivere ciò che aveva sperimentato in opere come Ordo Virtutum. La musica era parte integrante della vita quotidiana dell'abbazia, poiché le monache cantavano i salmi più volte al giorno, secondo la liturgia delle ore. L'esecuzione di musica non liturgica era più rara e riguardava celebrazioni e occasioni speciali nella vita della comunità.

### Le proprietà curative
Ildegarda di Bingen credeva che la musica avesse un effetto potente, persino medico, sulle persone. La musica era un tipo di meditazione biblica. Il modo in cui questa veniva praticata assomiglia in qualche modo al modo in cui i buddisti meditano e altre tradizioni religiose usano la musica. Il neurologo Oliver Sacks ha studiato la convinzione di Ildegarda che la musica possa creare una connessione tra i due emisferi del cervello umano, per guarire e calmare il corpo.

## Elementi musicali
L'Ordo Virtutum è scritto in versi drammatici e contiene 82 melodie diverse, che sono impostate in modo più sillabico rispetto ai canti liturgici di Ildegarda. Tutte le parti sono cantate in canto gregoriano, tranne quella del Diavolo. C'è un'alternanza tra parti soliste e coro, così come linee melismatiche rispetto a quelle sillabiche.
Gli "atti" principali dell'opera sono ambientati in torri allegoriche e le dimensioni musicali sono guidate dalla comprensione architettonica: ad esempio, lo sviluppo di canti processionali che collegano l'azione in una torre a quella dell'altra.
Gli ultimi versi dell'opera passano a una modalità mistica e descrivono la crocifissione di Cristo, chiedendo al pubblico di piegare le ginocchia affinché Dio possa "tendere la sua mano verso di voi" (genua vestra ad patrem vestrum flectite/ut vobis manum suam porrigat, pp. 36–37). L'ultima parola, porrigat ("stendere"), è impostata su trentanove note, rendendola il melisma più lungo dell'opera. È intesa a illustrare lo stiramento di una mano divina verso l'umanità.

### Traduzioni
- (LA, EN) Peter Dronke (a cura di), Ordo Virtutum [The Play of the Virtues], in Nine Medieval Latin Plays, Cambridge Medieval Classics, vol. 1, Cambridge University Press, marzo 2008,  pp. 147-184, ISBN 978-0-521-72765-5, OCLC 190967426.
- Ordo Virtutum (The Play about the Virtues) (PDF), su library.calvin.edu, traduzione di Linda Marie Zaerr, Boise State University, English department, 29 maggio 2013. URL consultato il 15 gennaio 2018.

### Edizioni esecutive
- (LA, EN) Audrey Ekdahl Davidson (a cura di), Hildegard von Bingen: Ordo Virtutum, Kalamazoo, Western Michigan University, Medieval Institute Publications, 1985, ISBN 978-0-918720-62-7, OCLC 729364408.

### Edizioni musicali
- (LA, FR) Luca Basilio Ricossa (a cura di), Hildegard von Bingen: Ordo Virtutum, 1st, Geneva, Lulu, 2013, OCLC 985455640. (2nd, corrected ed.: 2014-09-04.)

## Adattamenti
- Sequentia. Hildegard von Bingen: Ordo virtutum. LP: Deutsche Harmonia Mundi 20.395/96; CD: CDS 7492498; MC: 77051-4-RG (1982). Includes translation by Peter Dronke.
- Vox Animae. Hildegard von Bingen: Ordo virtutum. CD: Etcetera Record Company BV KTC1203 (1995). Includes translation by Ansy Boothroyd and Michael Fields.
- Sequentia. Hildegard von Bingen: Ordo virtutum. CD: Deutsche Harmonia Mundi 05472 77394 2 (1997). Includes translation by Peter Dronke.
- Vox Animae. Hildegard von Bingen in Portrait. Double DVD: BBC / OpusArte OA 0874 D (2003). Includes Hildegard, dramatised BBC documentary starring Patricia Routledge; A Real Mystic, interview and lecture with Professor Michael Fox; A Source of Inspiration, Washington National Cathedral documentary on her life and times; Illuminations, art gallery of her mystic visions with comments by Professor Michael Fox. Translation of Ordo Virtutum by Ansy Boothroyd and Michael Fields.

| Controllo di autorità | VIAF (EN) 174651146 · GND (DE) 300074212 · BNF (FR) cb139132238 (data) · J9U (EN, HE) 987007588279905171 |